# Constance Endicott Hartt

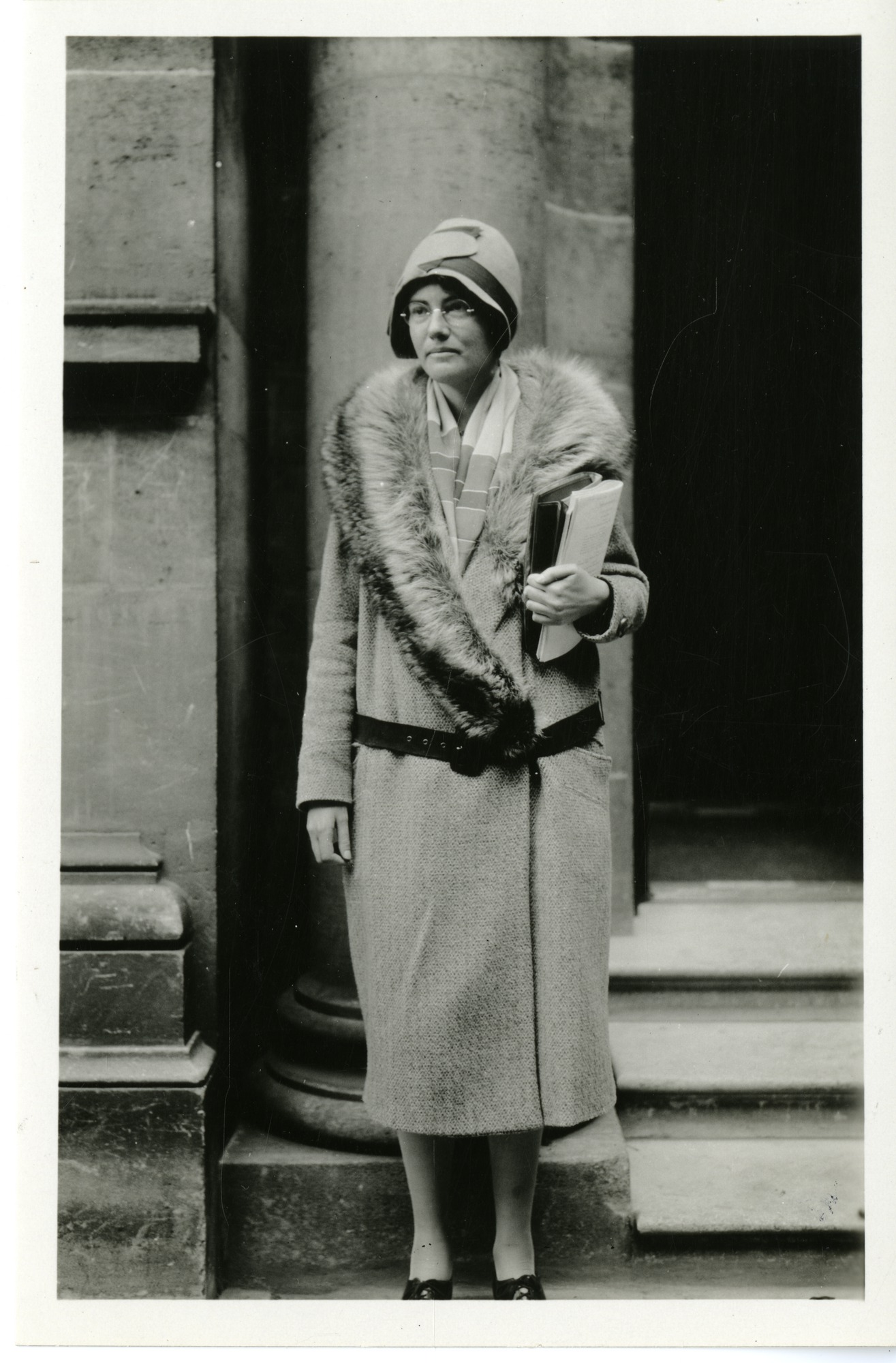
Constance Endicott Hartt

Constance Endicott Hartt (* 2. November 1900 in Passaic, New Jersey, Vereinigte Staaten; † 21. Dezember 1984 in Hawaii, Vereinigte Staaten) war eine US-amerikanische Botanikerin und Hochschullehrerin. Sie lehrte Biologie an der St. Lawrence University und am Connecticut College for Women, bevor sie nach Hawaii zog, wo sie als Botanikerin für die Hawaiian Sugar Planters' Association (HSPA) arbeitete. Sie ist bekannt für ihre Zuckerrohrforschung. Sie konnte einen Großteil des Weges des Kohlenstoffs bei der Photosynthese und die Beteiligung der Apfelsäure an der Saccharoseproduktion aufzeigen.

## Leben und Werk
Hartt studierte Botanik am Mount Holyoke College, wo sie 1922 einen Abschluss erhielt. 1928 promovierte sie an der University of Chicago bei Charles Albert Shull, dem Gründer der American Society of Plant Physiologists, mit einer Dissertation über Kaliummangel im Zuckerrohr. Von 1922 bis 1923 unterrichtete sie als Dozentin für Hygiene am North Carolina College für Frauen. Anschließend unterrichtete sie Biologie an der St. Lawrence University und war Assistenzprofessorin für Botanik und Co-Vorsitzende der Abteilung am Connecticut College for Women. 1930 besuchte sie den Internationalen Botanischen Kongress in Cambridge und traf dort Harold L. Lyon (1879–1957), Botaniker bei der Hawaiian Sugar Planters Association in Honolulu. Lyon lud sie für ein Postdoktorandenjahr auf Hawaii bei der HSPA ein, wo sie dann zuerst mit einem Forschungsstipendium forschte.
Von 1936 bis 1959 war sie dort als Associate Research Plant Physiologist tätig. 1959 wurde sie zur Senior-Pflanzenphysiologin befördert und forschte dort bis zu ihrer Pensionierung 1963.

## Forschung
An der Experimentierstation der HSPA setzte sie ihre Forschungsarbeit auf dem Gebiet der Saccharose-Biosynthese im Zuckerrohrblatt fort. Sie erweiterte ihre Studien auf die Suche nach Bildung, Transport und Lagerung von Saccharose in den Blättern und Stielen des Zuckerrohrs sowie die Muster der Mineralien Absorption, mit besonderem Schwerpunkt auf Kalium. Sie untersuchte auch die Auswirkungen von Wasser auf Zuckerrohrreifung. In den folgenden Jahren, auch während des Zweiten Weltkriegs untersuchte sie die Synthese und den Transport von Saccharose in herausgeschnittenen Rohrblättern. Sie begann die Enzyme zu untersuchen, die an der Biosynthese von Saccharose in Zuckerrohrblättern beteiligt sind.
Hartt erkannte die Bedeutung von Fructosediphosphat bei der Bildung von Saccharose durch die Zuckerrohrpflanze. Basierend auf den Studien mit spezifischen Enzyminhibitoren erkannte Hartt die Rolle von Triosephosphat und Fructosediphosphat als Zwischenprodukte und verwies auf die Beteiligung von Malatdehydrogenase und Malat an der Saccharose Produktion. 
Hartt setzte ihre umfangreichen Studien über den Mechanismus und die Regulierung der Translokation in Zuckerrohrblättern mithilfe von radioaktivem Kohlenstoff C-14 fort. Eine Reihe ihrer Veröffentlichungen zu den Auswirkungen von Licht, Temperatur, Bewässerung und Mineralernährung, insbesondere in Bezug auf Kalium, Phosphor und Stickstoff wurden größtenteils in Plant Physiology veröffentlicht.
Erst 1950 auf dem 7. Internationalen Botanischen Kongress in Stockholm und 1958 bei ihrer Teilnahme an der Jahresversammlung der Plant Physiology in Bloomington, hatte sie Gelegenheit, sich mit Wissenschaftlern auf dem Gebiet der Saccharosebiosynthese auszutauschen.
Hartt wurde Präsidentin der Hawaiian Botanical Society.
Sie starb 1984 im Alter von 84 Jahren.

## Veröffentlichungen (Auswahl)
- Potassium deficiency in sugarcane. Bot Gaz 88, 1929, S. 229–261.
- Studies on the invertase of sugarcane. Hawaiin Planters’ Rec 37, 1939, S. 13–14.
- Water and cane ripening. Hawaiin Planters’ Rec 38, 1934, S. 193–206.
- Some effects of potassium upon the growth of sugarcane and upon the absorption and migration of ash constituents. Plant Physiology 9, 1934, S. 399–451. doi: 10.1104/pp.9.3.452.
- Some effects of potassium upon the amounts of nitrogen, sugars, and enzyme activity of sugarcane. Plant Physiology 9, 1934, S. 452–490.
- The synthesis of sucrose in the sugarcane plant – II. The effects of several inorganic and organic compounds upon the interconversion of glucose and fructose and the formation of sucrose in the detached organs of the sugarcane plant. Hawaiin Planters’ Rec 47, 1943, S. 155–170.
- The synthesis of sucrose in the sugarcane plant – IV. Concerning the mechanism of sucrose synthesis in the sugarcane plant. Hawaiin Planters’ Rec 48, 1944, S. 31–42.
- The synthesis of sucrose in the sugarcane plant. Hawaiian Planters’ Rec 47, 1947, S. 113–132, 155–170, 223–255.
- The effect of temperature upon translocation of C14 in sugarcane. Plant Physiol 40, 1965, S. 74–81.
- Light and translocation of C14 in detached blades of sugarcane. Plant Physiology 40, 1965, S. 718–724.
- Translocation in colored light. Plant Physiol 41, 1966, S. 369–372.
- Effect of moisture supply upon translocation and storage of 14C in sugarcane. Plant Physiology 42, 1967, S. 338–346.
- Effect of potassium deficiency upon translocation of 14C in attached blades and entire plants of sugarcane. Plant Physiology 44, 1969, S. 1461–1469.
- Effect of potassium deficiency upon translocation of 14C in detached blades of sugarcane. Plant Physiology 45, 1970, S. 183–187.
- Effect of nitrogen deficiency upon translocation of 14C in sugarcane. Plant Physiology 46, 1971, S. 419–422.
- Translocation of carbon-14 in sugarcane plants supplied with or deprived of phosphorus. Plant Physiology 49, 1972, S. 569–571.
- Mechanism of translocation in sugarcane. HL Lyon Arboretum Lecture No. 4, 1973, University of Hawaii. S. 3–39.
- mit G. O. Burr: Trnslocation by sugarcane fed with radioactive carbon dioxide. Proc 7th Intern Bot Congr, 1951, S. 748–749.
- mit H. P. Kortschak: Sugar gradients and translocation of sucrose in detached blades of sugarcane. Plant Physiology 39, 1964, S. 460–474.
- mit H. P. Kortschak, G. O. Burr: Photosynthesis by sugarcane fed radioactive carbon dioxide. Proc Hawaiian Acad Sci 1953–195, S.: 13–14.
- mit H. P. Kortschak, A. J. Forbes, G. O. Burr: Translocation of C14 in sugarcane. Plant Physiology 38, 1963, S. 305–318.
- mit H. P. Kortschak, G. O. Burr: Effects of defoliation, deradication, and darkening the blade upon translocation of C14 in sugarcane. Plant Physiology 39, 1964, S. 15–22.